# Мейер, Джордж
Джордж Мейер (англ. George Meyer) — американский гимнаст и легкоатлет, бронзовый призёр летних Олимпийских игр 1904 года.
На Играх 1904 года в Сент-Луисе в гимнастике Мейер участвовал в трёх дисциплинах. Он стал третьим в командном первенстве и выиграл бронзовую медаль. Также он занял 21-ю позицию в личном первенстве и 39-ю в первенстве на 9 снарядах.
В лёгкой атлетике Мейер соревновался только в троеборье, в котором он занял четвёртое место.